# Тодд, Жасмин
Жасмин Тодд (англ. Jasmine Todd; род. 23 декабря 1993, США) — американская легкоатлетка. Специализируется в беге на короткие дистанции и на прыжках в длину. Серебряный призёр Чемпионата мира 2015 в эстафете 4×100 метров.

## Спортивная карьера

### Чемпионат мира 2015
Принимала участие в Чемпионате мира 2015 в следующих дисциплинах: бег на 100 метров, прыжок в длину и эстафета 4×100 метров. В предварительном раунде бега на 100 метров финишировала третьей с результатом 11,29 секунд. Вышла в полуфинал. В полуфинальном забеге заняла последнее, восьмое, место. Результат — 11,21 секунд. Не смогла выйти в финал. В квалификационном раунде прыжков в длину показала следующие результаты: 6,26 метра и 6,52 метра. Не смогла выйти в финал. В эстафете 4×100 метров американская команда заняла первое место в предварительном забеге. Результат — 42,00 секунд. Вышли в финал. В финале американки прибежали вторыми и завоевали серебряные медали. Результат — 41,68 секунд. Победила команда Ямайки (41,07 секунд).

## Личные рекорды

### На открытом воздухе
| Дисциплина     | Результат | Город, страна     | Дата         |
| -------------- | --------- | ----------------- | ------------ |
| 100 м          | 10,92 сек | Юджин, США        | 26 июня 2015 |
| 200 м          | 22,89 сек | Лос-Анджелес, США | 16 мая 2015  |
| прыжок в длину | 6,84 м    | Юджин, США        | 27 июня 2015 |

### В помещении
| Дисциплина     | Результат | Город, страна   | Дата            |
| -------------- | --------- | --------------- | --------------- |
| 60 м           | 7,15 сек  | Сиэтл, США      | 17 января 2015  |
| 200 м          | 23,87 сек | Альбукерке, США | 14 февраля 2014 |
| прыжок в длину | 6,50 м    | Альбукерке, США | 14 февраля 2014 |

## Достижения
| Год  | Соревнование        | Город, страна | Место | Дисциплина       | Результат |
| ---- | ------------------- | ------------- | ----- | ---------------- | --------- |
| 2015 | Чемпионат мира 2015 | Пекин         | 20    | 100 м            | 11,21 сек |
| 2015 | Чемпионат мира 2015 | Пекин         | 19    | Прыжок в длину   | 6,52 м    |
| 2015 | Чемпионат мира 2015 | Пекин         | 2     | Эстафета 4×100 м | 41,68 сек |